# Апостольский викариат Бейрута
Апостольский викариат Бейрута (лат. Vicariatus Apostolicus Berytensis) — апостольский викариат Римско-Католической церкви с центром в городе Бейрут, Ливан. Апостольский викариат Бейрута распространяет свою юрисдикцию на всю территорию Ливана. Кафедральным собором апостольского викариата Бейрута является церковь святого Людовика.

## История
Присутствие Католической церкви на Ближнем Востоке начинается с XI века, когда после крестовых походов здесь были основаны царства крестоносцев. В XIII веке католические епархии Ближнего Востока пришли в упадок и постепенно были упразднены. С XIV века на Ближнем Востоке занимались миссионерской деятельностью и духовным окормлением немногочисленных латинских общин монахи различных монашеских орденов. До 1953 года в Ливане не было каких-либо латинских церковных структур.
4 июня 1953 года Римский папа Пий XII издал буллу «Solent caeli», которой учредил апостольский викариат Бейрута, выделив его из апостольского викариата Алеппо.

## Ординарии апостольского викариата
- епископ Eustace John Smith O.F.M.[1] (8.12.1955 — 1973);
- епископ Paul Bassim O.C.D. (8.09.1974 — 30.07.1999);
- епископ Paul Dahdah O.C.D. (30.07.1999 — по настоящее время).

## Источник
- Annuario Pontificio, Libreria Editrice Vaticana, Città del Vaticano, 2003, ISBN 88-209-7422-3
- Bolla Solent caeli, AAS 46 (1954), стр. 36 (лат.)